# ۲۹ دی
۲۹ دی سیصد و پنجمین روز سال در گاه‌شماری خورشیدی است. به پایان سال ۶۰ روز (۶۱ روز در سال کبیسه) باقی‌است.

## مناسبت‌ها
- روز ملی هوای پاک
- روز غزه

## رویدادها
- ۱۳۸۵ - حادثه سقوط ۲۹ دی ۱۳۸۵ هلیکوپتر هلال احمر
- ۱۳۸۹ - رقابت ۲۹ دی ۱۳۸۹ تیم ملی فوتبال ایران با تیم ملی فوتبال امارات در جام ملت‌های آسیا ۲۰۱۱
- ۱۳۹۰ - زمین‌لرزه ۲۹ دی ۱۳۹۰ نیشابور
- ۱۳۹۲ - آتش‌سوزی ساختمان خیابان جمهوری
- ۱۳۹۳ - حادثه دی ۱۳۹۳ هواپیمایی زاگرس
- ۱۳۹۳ - رقابت ۲۹ دی ۱۳۹۳ تیم ملی فوتبال ایران با تیم ملی فوتبال امارات در جام ملت‌های آسیا ۲۰۱۵
- ۱۳۹۹ - هادی رستمی محکوم به قطع چهار انگشت دست راست در زندان ارومیه در اعتراض به تداوم نگهداری در بند امن زندان ارومیه با خوردن شیشه شکسته اقدام به خودکشی کرد
- ۱۴۰۱ - نمایندگان پارلمان اروپا به قرار دادن سپاه پاسداران انقلاب اسلامی در فهرست گروه‌های تروریستی رأی مثبت دادند
- ۱۴۰۲ - رقابت ۲۹ دی ۱۴۰۲ تیم ملی فوتبال ایران با تیم ملی فوتبال هنگ کنگ در جام ملت‌های آسیا ۲۰۲۳
- ۱۴۰۳ - تیراندازی در کاخ دادگستری تهران

## زادروزها
- ۱۳۰۴ - عبدالجواد فلاطوری، پژوهشگر
- ۱۳۲۲ - فرهاد مهراد، خواننده
- ۱۳۳۰ - معین، خواننده

## درگذشت‌ها
- ۱۳۶۶ - مهدی برکشلی، موسیقی‌دان
- ۱۳۸۴ - محمود مشرف آزاد تهرانی، شاعر
- ۱۳۹۶ - منوچهر پوراحمد، بازیگر
- ۱۴۰۱ - شهروز ملک آرایی، دوبلور و بازیگر
- ۱۴۰۳ - علی رازینی، رئیس شعبه ۴۱ دیوان عالی کشور
- ۱۴۰۳ - محمد مقیسه، رئیس شعبه و دادرس دیوان عالی کشور
- ۱۴۰۳ - فرشاد اسدی، قاتل علی رازینی و محمد مقیسه